# Ильинское (Левобережное сельское поселение)
Ильинское — село в Тутаевском районе Ярославской области России. В рамках организации местного самоуправления входит в Левобережное сельское поселение, в рамках административно-территориального устройства — в Родионовский сельский округ.

## География
Расположено в 22 километрах к юго-востоку от районного центра города Тутаева.

## История
Каменная церковь в селе построена в 1817 году на средства прихожан. Престолов в ней было три: Святого Пророка Илии, Святителя и Чудотворца Николая и Святого Архистратига Михаила. 
В конце XIX — начале XX село входило в состав Малаховской волости Романово-Борисоглебского уезда Ярославской губернии.
С 1929 года село входило в состав Зеркаевского сельсовета Тутаевского района, с 1954 года — в составе Родионовского сельсовета, с 2005 года — в составе Левобережного сельского поселения.

## Население
| 1859 | 2002 | 2007 | 2010 |
| ---- | ---- | ---- | ---- |
| 119  | ↘13  | ↗19  | ↘7   |